# Medcezir
Medcezir è una serial televisivo turco. Remake della fiction adolescenziale statunitense The O.C., esplora le vite di un gruppo di adolescenti e delle loro famiglie nel quartiere di Altınkoy, a Istanbul.
La prima stagione è andata in onda su Star TV dal 13 settembre 2013 al 13 giugno 2014, mentre la seconda e ultima dal 12 settembre 2014 al 12 giugno 2015.

## Trama

### Prima Stagione
Yaman, giovane che vive nel sobborgo di Tozludere a Istanbul, viene arrestato e messo in carcere con il fratello Kenan perché quest'ultimo ha rubato un'auto. Per Yaman è il primo crimine: fino a quel giorno ha cercato di cambiare il suo destino e lavorare duro per avere una bella vita. Il ricco avvocato Selim Serez, però, vede in lui un giovane innocente e promettente, e, quando esce di prigione, gli offre di lavorare per una settimana a casa sua: se gli piacerà, potrà restare a vivere lì con lui e la sua famiglia. Yaman non prende sul serio l'offerta in un primo momento, ma, visti i problemi che emergono al suo ritorno a casa, si rende conto di non poter continuare a vivere come prima e accetta l'opportunità offertagli da Selim.

### Seconda stagione
Dopo la morte di Endar, la famiglia Serez compreso Yaman, ha voluto allontanarsi da Istanbul, facendo una vacanza per dimenticare quanto successo. Al ritorno Yaman scopre che Mira e Argon sono andati in America insieme, ma non sapendo con esattezza il perché! 
Mira andò in USA per guarire la sua malattia scoperta nel inverno dell'anno precedente e non ha voluto dire nulla a nessuno. Nel frattempo entra in vigore un personaggio Neder che presto sarà ucciso dagli agenti. Ci saranno molti disguidi fra Mira e Yaman. Il finale sarà un lieto fine, Argon entrerà in un manicomio perché avrà ucciso il suo autista e Selim non sarà più un avvocato, ma un professore di Università, il nonno di Mert morirà e Mira non avrà più il cancro al cervello e Yaman sarà un architetto.
L'ultima puntata avrà luogo in una spiaggia dove tutti gli attori compresi quelli che non hanno partecipato nella seconda stagione festeggeranno con tutto il cast!

## Personaggi
- Yaman Koper (stagioni 1-2), interpretato da Çağatay Ulusoy
- Mira Beylice (stagioni 1-2), interpretata da Serenay Sarıkaya
- Selim Serez (stagioni 1-2), interpretato da Barış Falay
- Ender Serez (stagione 1), interpretata da Mine Tugay
- Mert Serez (stagioni 1-2), interpretato da Taner Ölmez
- Eylül Buluter (stagioni 1-2), interpretata da Hazar Ergüçlü
- Asude "Sude" Beylice (stagioni 1-2), interpretata da Şebnem Dönmez
- Sedef Kaya (stagioni 1-2), interpretata da Defne Kayalar
- Arnav (stagioni 1-2), interpretato da Dolat Malhi
- Beren Beylice (stagioni 1-2), interpretata da Miray Daner
- Aras (stagioni 1-2), interpretato da Burak Deniz
- Elif (stagione 2), interpretata da Aybüke Pusat
- Inanç Pars (stagione 2), interpretato da Çağlar Ertuğrul

## Episodi
| Stagione         | Episodi | Prima TV Turchia | Prima TV Italia |
| ---------------- | ------- | ---------------- | --------------- |
| Prima stagione   | 38      | 2013-2014        | inedita         |
| Seconda stagione | 39      | 2014-2015        | inedita         |

## Riconoscimenti
| Anno | Premio                           | Categoria                                          | Ricevente        | Risultato       |
| ---- | -------------------------------- | -------------------------------------------------- | ---------------- | --------------- |
| 2014 | Golden Butterfly Awards          | Miglior attrice in una serie drammatica            | Serenay Sarıkaya | Vincitore/trice |
| 2014 | Golden Butterfly Awards          | Miglior musica di una serie televisiva             | Toygar Işıklı    | Vincitore/trice |
| 2014 | TV Stars Awards                  | Miglior serie drammatica                           |                  | Vincitore/trice |
| 2014 | TV Stars Awards                  | Miglior attore in una serie drammatica             | Çağatay Ulusoy   | Vincitore/trice |
| 2014 | TV Stars Awards                  | Miglior attrice in una serie drammatica            | Serenay Sarıkaya | Vincitore/trice |
| 2014 | TV Stars Awards                  | Miglior attore di supporto in una serie drammatica | Barış Falay      | Vincitore/trice |
| 2014 | TV Stars Awards                  | Miglior attore di supporto in una serie drammatica | Taner Ölmez      | Candidato/a     |
| 2014 | TV Stars Awards                  | Miglior regista di una serie                       | Ali Bilgin       | Candidato/a     |
| 2014 | Seoul International Drama Awards | Miglior serie drammatica                           |                  | Vincitore/trice |
| 2014 | Seoul International Drama Awards | Miglior attore in una serie drammatica             | Çağatay Ulusoy   | Vincitore/trice |
| 2014 | Turkey Music Awards              | Miglior musica di una serie televisiva             | Toygar Işıklı    | Vincitore/trice |

## Distribuzioni internazionali
| Paese          | Canale/i       | Prima TV          |
| -------------- | -------------- | ----------------- |
| Cipro del Nord | Star TV        | 13 settembre 2013 |
| Pakistan       | Urdu 1         | 25 novembre 2014  |
| Romania        | Kanal D        | 12 dicembre 2014  |
| Lituania       | TV3            | 10 gennaio 2015   |
| Lega araba     | OSN            | 2 febbraio 2015   |
| Lettonia       | LNT            | 9 maggio 2015     |
| Georgia        | Imedi TV       | 8 giugno 2015     |
| Bulgaria       | bTV            | 7 luglio 2015     |
| Iran           | Farsi1         | primavera 2015    |
| Croazia        | RTL Televizija | estate 2015       |
| Grecia         | ANT1           | estate 2015       |
| Colombia       | Caracol        | 2015              |
| Afghanistan    | Jawan TV       | 2015              |
| Kosovo         | Kohavision     |                   |
| Cile           | Mega           |                   |
| Uruguay        | Teledoce       | 6 marzo 2017      |